# Pegon

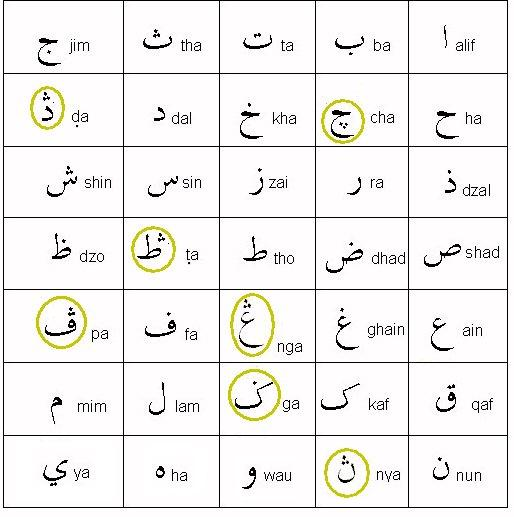
Konsonanten; nicht im arabischen Alphabet enthaltene Buchstaben markiert

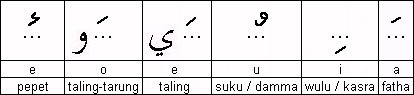
Vokale

Pegon (javanisch ڤيڬون) ist ein für die javanische Sprache entwickeltes erweitertes arabisches Alphabet.

## Geschichte
Pegon entstand unter dem Einfluss der arabisch-islamischen Kultur und wurde vor allem von den Santri verwendet. Pegon war neben der javanischen Schrift bis vor der Ankunft der Dänen eine der beiden auf Java vorherrschenden, religiös-definierten Schriftsysteme.
Pegon war vor allem, aber nicht nur für Schriften religiösen Inhalts in Gebrauch. Neben religiösen Lehrschriften sind auch religiöse Gedichte (singir), lokale Weisheiten und Heilmethoden und sexualerzieherische Texte in Pegon überliefert. Pegon scheint somit für alle Belange herangezogen worden zu sein, während sich der Gebrauch der javanischen Schrift auf offizielle Reporte beschränkte. Da Pegon auch in der Lehre in Verwendung war, war diese Schrift der Bevölkerung geläufiger.
Wie die arabische Schrift der arabischen Sprache ist auch Pegon eine Konsonantenschrift, die mit Lesezeichen vokalisiert werden kann. In der Schrift Pegon wurden auch Texte in sundanesischer Sprache verfasst.